# Nadeżda Panajotowa
Nadeżda Panajotowa (bułg. Надежда Панайотова; ur. 26 grudnia 1979 w Szumenie) – bułgarska aktorka teatralna.
W 2002 r. ukończyła studia w Narodowej Akademii Sztuk Teatralnych i Filmowych im. Krystjo Sarafowa. W 2002 r. została zatrudniona w Teatrze Dramatycznym im. Stojana Byczwarowa, Warna.
Pracuje także w dubbingu, jest m.in. bułgarskim głosem Elsy (Kraina lodu) i Roszpunki (Zaplątani).